# Ian Maatsen
Ian Ethan Maatsen (Vlaardingen, 10 marzo 2002) è un calciatore olandese, difensore o centrocampista dell'Aston Villa e della nazionale olandese.

## Biografia
Ha origini surinamesi.

## Caratteristiche tecniche
Gioca principalmente da terzino sinistro, ma può essere schierato anche come esterno o ala grazie alla sua tecnica e velocità palla al piede.

## Carriera

### Club

#### Giovanili, Chelsea e vari prestiti
Cresciuto calcisticamente nei settori giovanili di Feyenoord, Sparta Rotterdam e PSV, nel 2018 viene acquistato dal Chelsea, che lo aggrega alle proprie giovanili. Ha esordito in prima squadra il 25 settembre 2019, disputando l'incontro di Coppa di Lega inglese vinto per 7-1 contro il Grimsby Town. Il 13 ottobre 2020 viene girato in prestito al Charlton in League One. Il 30 luglio 2021 viene ceduto in prestito al Coventry City in Championship. Il 15 luglio 2022 viene prestato al Burnley, sempre in Championship.

#### Prestito al Borussia Dortmund
Tornato al Chelsea a fine prestito, disputa metà stagione con i londinesi, collezionando 12 presenze, per poi accasarsi in prestito ai tedeschi del Borussia Dortmund il 12 gennaio 2024, fino a fine stagione. Con i gialloneri esordisce il giorno dopo, vincendo contro il Darmstadt per 0-3. Va a segno per la prima volta in Bundesliga nella vittoria contro l'Union Berlino (0-2), segnando allo scadere la seconda rete della partita. Diventa in poco tempo un titolare come terzino sinistro ed è tra i protagonisti nella squadra che raggiunge la finale di Champions League, persa poi contro il Real Madrid per 0-2.

#### Aston Villa
Non riscattato dai gialloneri, il 28 giugno 2024 viene annunciata la sua cessione a titolo definitivo all'Aston Villa.

### Nazionale
Ha giocato nelle nazionali giovanili olandesi Under-15, Under-16, Under-17, Under-18 e Under-21. Con l'Under-17 ha anche vinto un campionato europeo di categoria nel 2019.
Nel settembre 2023 viene convocato per la prima volta in nazionale maggiore. Inizialmente escluso dal CT Ronald Koeman dalla lista dei convocati per il campionato d'Europa 2024, viene chiamato in extremis a partecipare al torneo al posto dell'infortunato Frenkie de Jong.
Tuttavia l'esordio per lui arriva il 23 marzo 2025 in Nations League contro la Spagna, in cui realizza un gol; la partita si protrae fino ai calci di rigore, in cui gli olandesi hanno avuto la peggio.

## Statistiche

### Presenze e reti nei club
Statistiche aggiornate al 18 maggio 2023.
| Stagione        | Squadra           | Campionato      | Campionato | Campionato | Coppe nazionali | Coppe nazionali | Coppe nazionali | Coppe continentali | Coppe continentali | Coppe continentali | Altre coppe | Altre coppe | Altre coppe | Totale | Totale |
| Stagione        | Squadra           | Comp            | Pres       | Reti       | Comp            | Pres            | Reti            | Comp               | Pres               | Reti               | Comp        | Pres        | Reti        | Pres   | Reti   |
| --------------- | ----------------- | --------------- | ---------- | ---------- | --------------- | --------------- | --------------- | ------------------ | ------------------ | ------------------ | ----------- | ----------- | ----------- | ------ | ------ |
| 2019-2020       | Chelsea           | PL              | 0          | 0          | FACup+CdL       | 0+1             | 0               | UCL                | -                  | -                  | -           | -           | -           | 1      | 0      |
| 2020-2021       | Charlton          | FL1             | 34         | 1          | FACup+CdL       | 1+0             | 0               | -                  | -                  | -                  | FLT         | 0           | 0           | 35     | 1      |
| 2021-2022       | Coventry City     | FLC             | 40         | 3          | FACup+CdL       | 1+1             | 0               | -                  | -                  | -                  | -           | -           | -           | 42     | 3      |
| 2022-2023       | Burnley           | FLC             | 39         | 4          | FACup+CdL       | 2+1             | 0               | -                  | -                  | -                  | -           | -           | -           | 42     | 4      |
| 2023-gen. 2024  | Chelsea           | PL              | 12         | 0          | FACup+CdL       | 0+3             | 0+0             | -                  | -                  | -                  | -           | -           | -           | 15     | 0      |
| Totale Chelsea  | Totale Chelsea    | Totale Chelsea  | 12         | 0          |                 | 4               | 0               |                    | -                  | -                  |             | -           | -           | 16     | 0      |
| gen.-giu. 2024  | Borussia Dortmund | BL              | 16         | 2          | CG              | 0               | 0               | UCL                | 6                  | 1                  | -           | -           | -           | 22     | 3      |
| Totale carriera | Totale carriera   | Totale carriera | 141        | 10         |                 | 10              | 0               |                    | 6                  | 1                  |             | 0           | 0           | 157    | 11     |

### Cronologia presenze e reti in nazionale
| Cronologia completa delle presenze e delle reti in nazionale ― Paesi Bassi | Cronologia completa delle presenze e delle reti in nazionale ― Paesi Bassi | Cronologia completa delle presenze e delle reti in nazionale ― Paesi Bassi | Cronologia completa delle presenze e delle reti in nazionale ― Paesi Bassi | Cronologia completa delle presenze e delle reti in nazionale ― Paesi Bassi | Cronologia completa delle presenze e delle reti in nazionale ― Paesi Bassi | Cronologia completa delle presenze e delle reti in nazionale ― Paesi Bassi | Cronologia completa delle presenze e delle reti in nazionale ― Paesi Bassi |
| Data                                                                       | Città                                                                      | In casa                                                                    | Risultato                                                                  | Ospiti                                                                     | Competizione                                                               | Reti                                                                       | Note                                                                       |
| -------------------------------------------------------------------------- | -------------------------------------------------------------------------- | -------------------------------------------------------------------------- | -------------------------------------------------------------------------- | -------------------------------------------------------------------------- | -------------------------------------------------------------------------- | -------------------------------------------------------------------------- | -------------------------------------------------------------------------- |
| 23-3-2025                                                                  | Valencia                                                                   | Spagna                                                                     | 3 – 3 dts (5 – 4 dtr)                                                      | Paesi Bassi                                                                | UEFA Nations League 2024-2025 - Quarti di finale                           | 1                                                                          |                                                                            |
| Totale                                                                     |                                                                            | Presenze                                                                   | 1                                                                          |                                                                            | Reti                                                                       | 1                                                                          |                                                                            |

## Palmarès

### Club
- Campionato inglese di seconda divisione: 1

Burnley: 2022-2023

### Individuale
- Squadra della stagione della UEFA Champions League: 1

2023-2024